# کوه‌های مورن
کوه‌های مورن (به ایرلندی: na Beanna Boirche) (به انگلیسی: Mourne Mountains) رشته‌کوهی از جنس سنگ خاراست که در منطقه داون در جنوب شرقی ایرلند شمالی قرار دارد. این رشته‌کوه بلندترین کوه‌های ایرلند شمالی و اولستر را دربر دارد. بلندترینِ این قله‌ها، قلهٔ اسلیو دونارد با ۸۵۰ متر (۲٬۷۹۰ پا) ارتفاع است. مورن دارای طبیعت بسیار زیبا است و به‌عنوان اولین پارک ملی ایرلند شمالی پیشنهاد شده است. تعدادی از مناطق این کوه‌ها در اختیار گروه نشنال تراست قرار دارد و سالانه بازدیدکنندگان فراوانی را می‌پذیرد. نام این رشته‌کوه نیز از نام طایفه‌ای به نام مودهورنا (به ایرلندی: Múghdhorna) گرفته شده است.